# ヨツデゴミグモ
ヨツデゴミグモ Cyclosa sedeculata Karsch 1879 は、ゴミグモ属のクモの一つ。ゴミグモよりかなり小さい。やはりゴミを網につるす。

## 特徴
体長が雌で4-6mm、雄では3.5-4mm。頭胸部は暗褐色、頭部がやや丸く膨らむ為、頸溝が深い。腹部は太い円筒型で後端に4個の突起がある。背面は明褐色の地色で、黄白色や暗褐色の斑紋がある。歩脚は黄色く、各所に褐色の輪状班がある。糸疣の周囲が黒い。
名前は腹部後端に4つの突起があることによる。古くはユノハマゴミグモという別名もあった。

## 分布と生息環境
日本では本州、四国、九州と伊豆諸島に知られる。国外では韓国と中国から知られる。
平地から山地まで広く生息し、都市部でも庭園や公園に見られる。郊外から農家の生け垣、雑木林やその周辺、林道などに見られる。山地ではもっとも普通な種とも言われる。

## 生態など
樹木の枝の間や草の間などに垂直円網を張る。網の中央には、縦に食べかすや脱皮殻などのゴミを付け、クモは頭を下に、網の中央、ゴミの間に定位する。なお、幼生では荒い螺旋状の隠れ帯をつける。
成体は5-7月に見られる。雄は成熟すると雌の網を訪れ、網の外から糸を弾く。雌はそれに誘われるように雄に接近し、そこで交接が行われる。卵嚢は褐色で、網中央のゴミの中に置く。

## 類似種など
日本産の同属の種では形態的にはやや傾向が異なる。ただし、現在ではよく似た種が知られている。
- C. onoi Tanikawa 1992 オノゴミグモ

この種は本種に非常によく似ている。違いとしては腹部前方、背面両肩に上向きの1対の突起がある。だが、小型なだけに見分けづらく、他に外雌器などでも区別がつくが、肉眼では混同しやすい。この種の発見記録は多くない。が、これは記載がごく最近であることも含め、本種と混同されている可能性が高い。
だがそれ以上に似ているのがヤマトカナエグモである。別属のものであるが、不思議なくらいに似ている。詳細についてはこの種の項を参照されたい。実際にはこの種は網を張らないので、しっかりした網を張る本種と混同することなどあり得ないのであるが、例えばまとめて採集瓶に放り込んでしまった場合、取り出して混同してしまう例が結構ある。